# Chiesa dei Santi Margherita e Matteo (Ortignano Raggiolo)
La chiesa dei Santi Margherita e Matteo è un edificio sacro che si trova lungo la strada d'accesso a Ortignano, nel comune di Ortignano Raggiolo.

## Storia e descrizione
Era dedicata originariamente a Santa Margherita e dipendeva dal Capitolo aretino. Fu elevata a pieve nel 1699, quando probabilmente venne aggiunto l'altro suo titolare. La facciata intonacata, del tipo a capanna, presenta ai lati del portale due mensole che dovevano sorreggere una tettoia. Sul fianco destro della chiesa si notano delle lapidi del XVII secolo.
L'interno è a tre navate con arcate sorrette da pilastri. 
Conservava una tempera su tavola raffigurante la Madonna con il Bambino e santi (che erano precisamente san Donato, san Michele arcangelo, san Sebastiano, san Nicola) attribuita a Giacomo Pacchiarotti, artista senese allievo di Matteo di Giovanni, legato ancora a stilemi quattrocenteschi, oggi al Museo Diocesano di Arezzo.